# Rudolf Knöner
Rudolf Karl Knöner (* 4. Januar 1929 in Lipa (Leipe); † 25. Februar 1990 in Dresden) war ein deutscher Physiker.

## Leben
Er besuchte im Jahr 1950 die Arbeiter-und-Bauern-Fakultät der Universität Leipzig und wechselte 1951 an die Arbeiter-und-Bauern-Fakultät der TH Dresden. Sein Abitur erhielt er 1953. Er studierte anschließend Physik an der TH Dresden. 1958 bekam er sein Diplom und arbeitete weiter als Assistent am Lehrstuhl für Physik. Er promovierte 1963 zum Doktor der Naturwissenschaften und erhielt 1969 die Facultas Docendi für Experimentalphysik. Eine weitere Promotion erfolgte 1973. Zum ordentlichen Professor für Experimentelle Physik (Tiefentemperaturphysik) wurde er 1970 berufen. Ab 1971 war er Leiter des Wissenschaftsbereichs Tieftemperaturphysik und von 1973 bis 1979 leitete er die Sektion Physik als Direktor. Rektor der TU Dresden war er von 1980 bis 1986.

## Ehrungen
- 1989: Ehrendoktorwürde der Technischen Universität Chemnitz

## Werke
- Entwicklung eines Stickstoffkryostaten für den horizontalen Kanal eines Reaktors, Dissertation, Dresden, 1963
- Beiträge zur Wärmeübertragung bei tiefen Temperaturen, Dissertation, Dresden, 1973